# 波蘭合眾國

構思的波蘭合眾國領土

波蘭合眾國（波蘭語：Stany Zjednoczone Polski）是伊格納齊·揚·帕德雷夫斯基提出的一個未實現的政治概念，旨在實現波蘭復國。這個構想首次公開是在1917年1月11日給時任美國總統伍德羅·威爾遜。以當時的人口數來看，波蘭合眾國將有5,400萬人口。